# 南川升麻
南川升麻（学名：Cimicifuga nanchuanensis）为毛茛科升麻属下的一个种。

## 扩展阅读
- 維基物種上的相關：南川升麻